# Assaig immunoradiomètric
L'assaig immunoradiomètric (IRMA) és un radioimmunoassaig que utilitza anticossos radiomarcats. Es diferencia del radioimmunoassaig convencional (RIA) en què el compost a mesurar es combina immediatament amb els anticossos radiomarcats, en lloc de desplaçar un altre antigen en diferents graus durant algun període.

## Antecedents
El mètode és semblant al radioimmunoassaig desenvolupat per Solomon Berson i Rosalyn Sussman Yalow al Veterans Administration Hospital del Bronx, Nova York, i publicat el 1956, la diferència és que utilitza molècules radiomarcades però de manera immediata i no pas a pas. El desenvolupament revolucionari de la doctora Yalow li va valer el Premi Nobel de Medicina de 1977, sent la segona dona que el va guanyar. En el seu discurs d'acceptació, la doctora Yalow va dir: "El món no es pot permetre perdre els talents de la meitat de la seva gent si volem resoldre els molts problemes que ens assetgen". Yalow va compartir el premi Nobel amb Roger Guillemin i Andrew Schally, que van guanyar el premi basant-se en la seva investigació sobre "la producció d'hormones peptídiques del cervell".

## Introducció
Els anticossos fluorescents i radioactius s'han utilitzat durant molts anys per localitzar o mesurar antígens en fase sòlida. Tot i això, només recentment s'ha aplicat l'anticòs marcat a la mesura de l'antigen a la mostra. El mètode converteix l'antigen desconegut en un producte radioactiu traçable. L'assaig radiomètric immuno (IRMA) va ser introduït per primera vegada per "Miles and Hales" el 1968.

## Principi
En un assaig IRMA, els anticossos s'etiqueten amb radioisòtops que s'utilitzen per unir els antígens presents a l'espècimen. Quan s'afegeix una mostra positiva als tubs, els anticossos marcats radioactivament (marcats amb radioisòtops I125 o I131) s'uneixen als epítops lliures dels antígens i formen un complex antigen-anticòs. Els anticossos marcats sense lligar s'eliminen mitjançant una segona reacció amb un antigen de fase sòlida. La quantitat de radioactiu que queda a la solució és funció directa de la concentració d'antigen.
Clàssicament, per realitzar un radioimmunoassaig, es fa radioactiva una quantitat coneguda d'un antigen, freqüentment marcant-lo amb isòtops gamma-radioactius de iode, com el 125-I, unit a la tirosina. Aquest antigen radiomarcat es barreja llavors amb una quantitat coneguda d'anticossos per a aquest antigen i, com a resultat, els dos s'uneixen específicament entre si. A continuació, s'afegeix una mostra de sèrum d'un pacient que conté una quantitat desconeguda d'aquest mateix antigen. Això fa que l'antigen no marcat (o "fred") del sèrum competeixi amb l'antigen radiomarcat ("calent") pels llocs d'unió als anticossos. A mesura que augmenta la concentració d'antigen "fred", més s'uneix a l'anticòs, desplaçant la variant radiomarcada i reduint la proporció d'antigen radiomarcat unit a anticossos i d'antigen marcat lliure. A continuació, es separen els antígens units i es mesura la radioactivitat de l'antigen lliure (no lligat) que queda sobrenedant com precipitació mitjançant un comptador gamma .
Aquest mètode es pot utilitzar en principi per a qualsevol molècula biològica i no es limita als antígens sèrics, ni cal utilitzar el mètode indirecte de mesurar l'antigen lliure en lloc de mesurar directament l'antigen capturat. Per exemple, si no és desitjable o no és possible marcar per radiografia l'antigen o la molècula objectiu d'interès, es pot fer un RIA si hi ha disponibles dos anticossos diferents que reconeixen l'objectiu i l'objectiu és prou gran (per exemple, una proteïna) per presentar múltiples epítops dels anticossos. Un anticòs es marcaria radiològicament com abans, mentre que l'altre es mantindria sense modificar. En el cas del RIA començaria amb el fet que es deixés interactuar l'anticòs "fred" sense etiquetar i unir-se a la molècula objectiu en la solució. Preferiblement, aquest anticòs no marcat s'immobilitza d'alguna manera, com ara acoblat a un cordó d'agarosa, recobert a una superfície, etc. A continuació, es permet que l'anticòs marcat "calent" interaccioni amb el primer complex molècula anticòs-objectiu. Després d'un rentat intensiu, es mesura la quantitat directa d'anticossos radioactius units i es quantifica la quantitat de molècula objectiu comparant-la amb una quantitat de referència assajada al mateix temps. Aquest mètode és similar en principi al mètode ELISA sandvitx no radioactiu.